# قصبه لانگرو
قصبه لانگرو (به اویغوری: لاڭرۇ يېزىسى)(به چینی: 朗如乡، به پین‌یین: Lǎngrú Xiāng) یک قصبه در چین است که در شهرستان ختن، ولایت ختن، منطقه سین‌کیانگ واقع شده‌است. قصبه لانگرو ۱۶٬۵۰۵ نفر جمعیت دارد.